# Loretta Swit

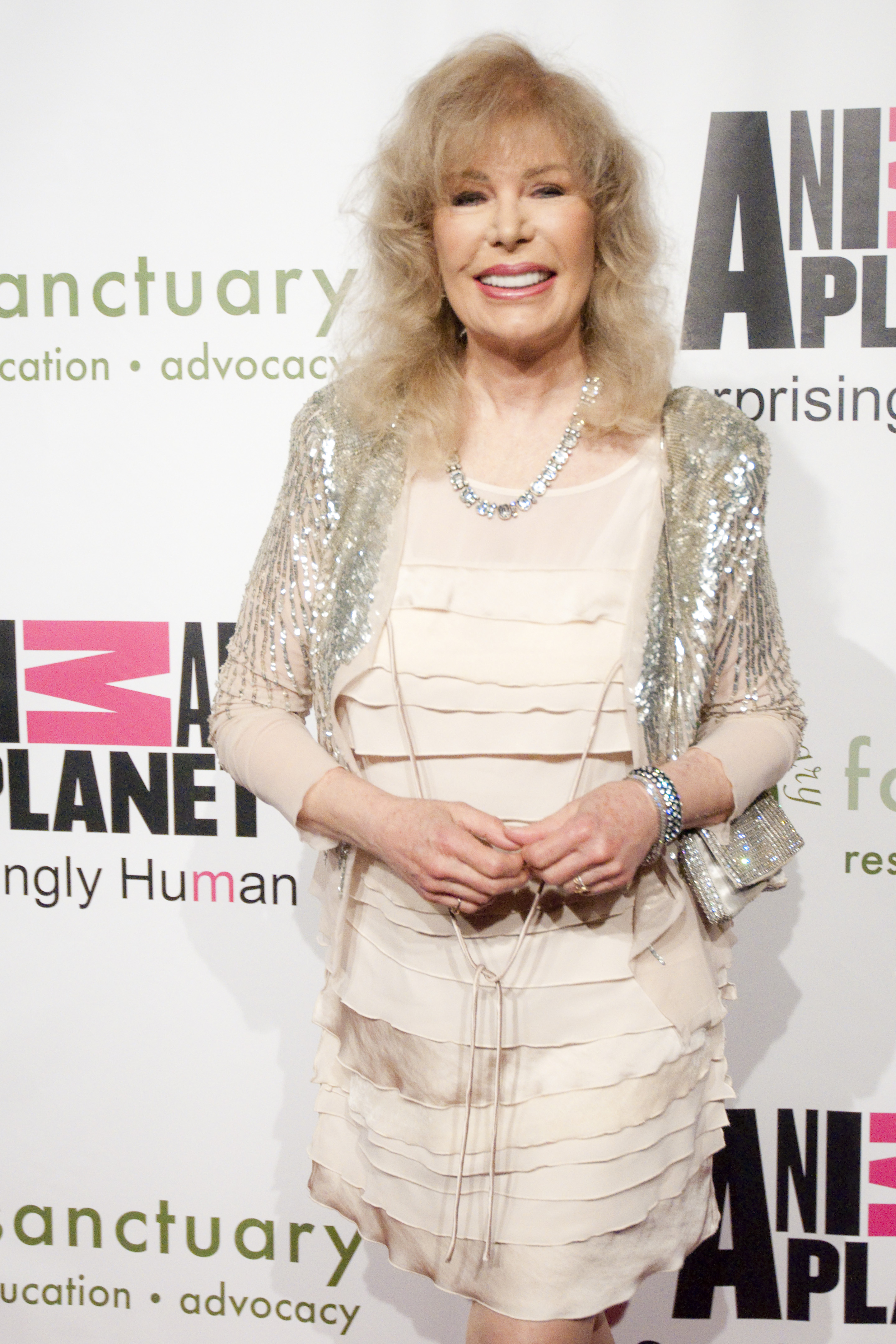
Loretta Swit (2011)

Loretta Swit (* 4. November 1937 in Passaic, New Jersey als Loretta Jane Szwed; † 30. Mai 2025 in New York City) war eine US-amerikanische Schauspielerin.

## Leben und Karriere
Swit wurde als Tochter polnischer Immigranten geboren, ihr Vater war Polsterer, ihre Mutter Hausfrau. Sie studierte gegen den Willen ihrer Eltern Schauspiel an der American Academy of Dramatic Arts in Manhattan. Dabei lernte sie Gene Frankel kennen, an dessen Repertory Theatre sie ihre Lehrzeit absolvierte und den sie später zu ihrem Manager machte.
Zunächst war Swit als Theaterschauspielerin erfolgreich, sie tourte mit dem Ensemble von Any Wednesday durch die USA. 1975 spielte sie ihre erste Rolle in einem Broadway-Stück, als sie in Same Time, Next Year die Hauptrolle der Doris von Ellen Burstyn übernahm, die dafür zuvor mit einem Tony Award ausgezeichnet worden war.
Daneben spielte Swit unter anderem in Fernsehserien wie Hawaii Fünf-Null oder Mannix. Bekannt wurde sie durch ihre Rolle in der Erfolgsserie M*A*S*H als Major Margaret „Hotlips“ Houlihan. Nach Alan Alda, der in allen 256 Episoden der Serie mitspielte, hatte Swit die meisten Auftritte in den 11 Staffeln der Serie, nämlich 240. Nur Alda und Swit spielten sowohl in der Pilotfolge als auch in der Abschlussfolge mit. 1981 spielte sie die Rolle der Cagney in dem Fernsehfilm, der als Vorlage für die Serie Cagney & Lacey diente; aufgrund ihres Vertrags bei M*A*S*H konnte sie die Rolle jedoch nicht fortsetzen. In der schwarzen Komödie Die Bombe fliegt spielte sie 1986 in einer Hauptrolle die US-amerikanische Präsidentin.
2009 war Swit erneut in einem Broadway-Musical zu sehen; sie spielte in dem Klassiker 42nd Street von Chris Manos, mit dem sie eine langjährige Freundschaft verband.
Von 1983 bis 1995 war Swit mit dem Schauspieler Dennis Holahan verheiratet. Sie engagierte sich für den Tierschutz und wurde vom Animal Protection Institute of America zur „Frau des Jahres“ ernannt. In ihrer Freizeit malte sie jahrzehntelang mit Wasserfarben und Kohle.

## Filmografie
- 1969–1972: Hawaii Fünf-Null (Hawaii Five-0, Fernsehserie, 4 Folgen)
- 1970: Mannix (Fernsehserie, 2 Folgen)
- 1970: Kobra, übernehmen Sie (Mission: Impossible, Fernsehserie, 1 Folge)
- 1970: Rauchende Colts (Gunsmoke, Fernsehserie, 3 Folgen)
- 1971: Sheriff Cade (Fernsehserie, 1 Folge)
- 1971: The Bold Ones: The New Doctors (Fernsehserie, 1 Folge)
- 1972: Fireball Forward (Fernsehfilm)
- 1972: Bonanza (Fernsehserie, 1 Folge)
- 1972: Jede Stimme zählt (Stand Up and Be Counted)
- 1972–1973: Love, American Style (Fernsehserie, 2 Folgen)
- 1972–1983: M*A*S*H (Fernsehserie, 240 Folgen)
- 1973: Deadhead Miles
- 1973: Der Chef (Ironside, Fernsehserie, 1 Folge)
- 1973: Shirts/Skins (Fernsehfilm)
- 1974: Sadomona – Insel der teuflischen Frauen (Policewomen)
- 1974: Tony Orlando and Dawn (Fernsehserie, 1 Folge)
- 1974: Petrocelli (Fernsehserie, 1 Folge)
- 1974: Der Superschnüffler (Freebie and the Bean)
- 1975: Der letzte Ritt der Daltons (The Last Day, Fernsehfilm)
- 1975: It’s a Bird … It’s a Plane … It’s Superman! (Fernsehfilm)
- 1975: Vier im rasenden Sarg (Race with the Devil)
- 1975: Rickles (Fernsehfilm)
- 1976: Good Heavens (Fernsehserie, 1 Folge)
- 1977: Gangster im OP (The Hostage Heart, Fernsehfilm)
- 1977–1984: Love Boat (The Love Boat, Fernsehserie, 4 Folgen)
- 1979: Supertrain (Fernsehserie, 1 Folge)
- 1979: Mirror, Mirror (Fernsehfilm)
- 1979: Stürzende Mauern (Friendships, Secrets and Lies, Fernsehfilm)
- 1979: Valentine (Fernsehfilm)
- 1980: The Love Tapes (Fernsehfilm)
- 1981: S.O.B. – Hollywoods letzter Heuler (S.O.B.)
- 1981: Cagney & Lacey (Fernsehserie, Pilotfilm)
- 1982: Mehr als ein Olympiasieg (The Kid from Nowhere, Fernsehfilm)
- 1982: Der hohe Preis der Karriere (Games Mother Never Taught You, Fernsehfilm)
- 1983: First Affair (Fernsehfilm)
- 1983: The Best Christmas Pageant Ever (Fernsehfilm)
- 1985: The Execution (Fernsehfilm)
- 1985: Sam (Fernsehfilm)
- 1985: B.I.E.R. (Beer)
- 1985: Miracle at Moreaux (Fernsehfilm)
- 1986: Schatzsuche in den Tiefen des Atlantiks (Dreams of Gold: The Mel Fisher Story, Fernsehfilm)
- 1986: Die Bombe fliegt (Whoops Apocalypse)
- 1988: Eine verhängnisvolle Erfindung (14 Going on 30, Fernsehfilm)
- 1989: Junge Schicksale (ABC Afterschool Specials, Fernsehserie, 1 Folge)
- 1990: A Matter of Principle (Fernsehfilm)
- 1991: Höllenwut (Hell Hath No Fury) (Fernsehfilm)
- 1992: Batman (Batman: The Animated Series, Fernsehserie, 1 Folge, Stimme)
- 1992: A Killer Among Friends (Fernsehfilm)
- 1992: The Big Battalions (Miniserie, 2 Folgen)
- 1994: Mord ist ihr Hobby (Murder, She Wrote, Fernsehserie, 1 Folge)
- 1995: Burkes Gesetz (Burke’s Law, Fernsehserie, 1 Folge)
- 1996: Forest Warrior
- 1997: Cow and Chicken – Muh-Kuh und Chickie (Cow and Chicken, Fernsehserie, 1 Folge, Stimme)
- 1998: Diagnose: Mord (Diagnosis Murder, Fernsehserie, Folge 5x15)
- 1998: Beach Movie

## Auszeichnungen
Für ihre Rolle in M*A*S*H erhielt sie einen Stern auf dem Hollywood Walk of Fame (1989) sowie zwei Emmys (1980, 1982) und drei People’s Choice Awards. 1991 folgte ein Sarah Siddons Award für ihre Arbeit am Chicagoer Theater. Außerdem wurde sie mit dem Genie Award und dem Silver Satellite Award ausgezeichnet.

## Publikationen
- mit Ellen Appel: A Needlepoint Scrapbook. Doubleday, 1986.
- Whoops Apocalypse. Carlton Publishing, 1986
- mit Randy Grim und Melinda Roth: Don’t Dump the Dog: Outrageous Stories and Simple Solutions to Your Worst Dog Behavior Problems. Skyhorse Publishing, 2009.